# Člunkovitá kost
Člunkovitá kost (latinsky: os scaphoideum) též člunková kost, dříve též loďkovitá kost (os naviculare), patří mezi kosti horní končetiny. Je uložená v proximální řadě zápěstních kůstek. Její palmární plocha nese tuberositas ossis scaphoidei, dorzální se přikládá k facies articularis carpea na distální epifýze vřetenní kosti (radius). Mediodistálně disponuje kloubní ploškou pro spojení s hlavatou kostí (os capitatum). Lateroproximálně je umístěná ploška pro spojení s poloměsíčitou kostí (os lunatum). Laterodistální plocha kůstky nese plošky pro spojení s mnohostrannou menší kostí (os trapezoideum) a mnohostrannou větší kostí (os trapezium).
Zlomeniny proximální části kosti člunkové mají zvýšené riziko vzniku pakloubu z důvodu specifického uložení vyživující tepny.